# Philip E. Orbanes
Philip „Phil“ E. Orbanes (* 1947 in Somers Point, New Jersey) ist ein US-amerikanischer Spieleautor, Spieleverleger und Monopoly-Experte.

## Leben
Orbanes graduierte am Case Institute of Technology. 1965 gründete Orbanes den Spieleverlag Gamescience um seine Konfliktsimulation Viet Nam zu veröffentlichen. Nach drei Jahren verkaufte er den Verlag an den Spielzeughersteller Renwal. Danach entwickelte Orbanes Konfliktsimulationen für SPI. Anschließend arbeitete er für den Verlag Gamut of Games, wo er u. a. zusammen mit Sid Sackson einige Spiele herausbrachte. Ab 1976 war Orbanes bei der Ideal Toy Company, dem damals zweitgrößten amerikanischen Spielzeugproduzenten, für die Spielesparte verantwortlich.
Drei Jahre später kam er zu Parker Brothers, wo er elf Jahre lang Leiter der Spieleentwicklung war. Während dieser Zeit hielt er sich als Spieleautor weitgehend zurück. Er hat verschiedene Monopoly-Varianten herausgegeben und gilt als einer der größten Monopoly-Experten der Welt; so war er 1979 bis 1992 bei der US-amerikanischen und bei der Weltmeisterschaft oberster Schiedsrichter. Er hat verschiedene Bücher über Monopoly und über Parker Brothers herausgegeben.
1990 veröffentlichte er das Spiel Trumpet, welches Game of the Year beim Games Magazine 1991 wurde.
1995 gründete Orbanes gemeinsam mit Tom Kremer, Alex Randolph und Mike Meyers den Spieleverlag Winning Moves.
Orbanes und seine Frau Anna haben zwei Söhne; der älteste Sohn Philip C. Orbanes ist Vice-Präsident bei Winning Moves.

## Ludografie
- 1965: Viet Nam bei Gamescience
- 1967: Confrontation bei Gamescience
- 1967: Confrontation Expansion Kit bei Gamescience
- 1971: The Next President (gemeinsam mit Jim Dunnigan, Terence M. Holland) bei Reiss Games
- 1972: 1812 (gemeinsam mit John Michael Young) bei SPI
- 1972: The Franco-Prussian War (gemeinsam mit Jim Dunnigan, Redmond A. Simonsen) bei SPI
- 1973: Cartel bei Gamut of Games
- 1973: Realm (gemeinsam mit Sid Sackson) bei Gamut of Games
- 1974: The 6 Pack of Paper and Pencil Games (gemeinsam mit Sid Sackson) bei Gamut of Games
- 1974: Infinity bei Gamut of Games
- 1974: Ta Kai (gemeinsam mit Joli Kansil) bei Gamut of Games
- 1974: The War of the Worlds II bei Rand Game Associates
- 1975: Diamond Head Game bei Gamut of Games
- 1976: Build Puzzle Town bei Gamut of Games
- 1976: Strike it Rich bei Gamut of Games
- 1976: Surprise Attack! bei Gamut of Games
- 1978: Doctor, Doctor! bei Ideal
- 1979: Electronic Detective bei Ideal
- 1982: Monopoly Playmaster bei Parker Brothers
- 1990: Trumpet bei Mattel u. a.
- 1996: Priceless (gemeinsam mit Tom Kremer) bei Winning Moves
- 1997: Ultimate Backgammon (gemeinsam mit Charles Phillips, Steven Strumpf) bei Winning Moves
- 2000: Canasta Caliente bei Parker Brothers/Winning Moves
- 2000: Monopoly – The Card Game bei Winning Moves
- 2001: Rummy 21 (gemeinsam mit Daniel Samoilovich) bei Winning Moves
- 2002: Clue – The Card Game bei Winning Moves
- 2002: Monopoly – The Card Game Deluxe bei Winning Moves
- 2005: Forbidden bei Winning Moves
- 2006: 25 Words or Less – People, Places and Things Edition bei Winning Moves
- 2006: Conquest of Pangea bei Immortal Eyes
- 2006: Conquest of Pangea: Atlantis bei Immortal Eyes
- 2006: Monopoly – Mega Edition bei Winning Moves
- 2009: Cir Kis bei Hasbro/Winning Moves